# 欧州建築家評議会
欧州建築家評議会（Architect's Council of Europe、ACE）はヨーロッパにおける建築家による擁護団体である。ACEは、ブリュッセルを拠点に欧州での建築家の利益を代表している。

## 歴史
1990年5月11日にトレヴィーゾ （イタリア）にて設立。旧ヨーロッパ建築家連絡会（CLAEU、 Liaison Committee of the Architects of the United Europe Council of European Architects）と旧欧州建築家協議会 （CEA、 
Council of European Architects）の合併に由来。ドイツでの「支部」はヘッセのヴィースバーデン建築家タウンプランナー会議所によって運営。

## ACEの目的
- ヨーロッパの建築の促進
- 構築された環境の建築の質を向上促進
- 建築環境の持続的な発展をサポート
- 建築家の高品質専門性の確立
- 専門的な実務の質を高める
- 欧州における国境を越えた協力サポート
- 欧州における建築家からの発議発進

## ACEの事業と活動
ACEは、定期的にデータ・ベースで賢明な政策を開発するためヨーロッパ全土の建築設計事務所の経済状況を調査。建築家のために技術的、法的問題に関する研修や情報を提供。こうした施工者、建築家や専門家に関しての情報を各種ウェブサイトで説明、施工者関連事項を提供。